# Mártires de Rochefort
Os Mártires de Rochefort são um conjunto de 829 sacerdotes católicos deportados nos pontões de Rochefort; destes, 547 morreram entre 11 de abril de 1794 e 7 de fevereiro de 1795.

## História
Os pontões de Rochefort são um conjunto de três prisões flutuantes (9 navios retirados do serviço, desfeitos e desmastreados para servirem de lojas ou de prisões), que se encontravam na baía de Rochefort onde muitos sacerdotes católicos que se recusaram a jurar a Constituição Civil do Clero durante a Revolução Francesa foram confinados para serem enviados e deportados às prisões da Guiana Francesa. 
Em 1 de outubro de 1995, 64 desses sacerdotes foram beatificados